# Oxapampa (tỉnh)
Tỉnh Oxapampa (tiếng Tây Ban Nha: Provincia de Oxapampa) là một tỉnh thuộc vùng Pasco của Peru. Tỉnh Oxapampa có diện tích 18674 km², dân số thời điểm theo điều tra dân số ngày 11 tháng 7 năm 1993 là 60298 người. Tỉnh lỵ đóng ở Oxapampa.